# Rio Aracatimirim
O Rio Aracatimirim é um rio brasileiro que banha o estado do Ceará.
1. ↑  PAIVA, F.F.; ARAUJO, M.; PEREIRA, L. (2019). «LEVANTAMENTO E ANÁLISE DOS SISTEMAS AMBIENTAIS DA BACIA HIDROGRÁFICA DO RIO ARACATI MIRIM ITAREMA – CE». Universidade Estadual do Ceará. Revista GeoUECE. 8 (14). Consultado em 8 de setembro de 2024